# Georg E. Hansen
Georg Emil Hansen (12. maj 1833 i Næstved – 21. december 1891 på Frederiksberg) var en fotograf, der var en af fotografiets pionerer i Danmark i anden halvdel af 1800-tallet.

## Livshistorie
Hans bror N.C. Hansen var portrætmaler og fotograf og begge indgik fra 1867 i firmaet Hansen, Schou & Weller i kompagniskab med Albert Schou og Clemens Weller.
Georg E. Hansen var fra Næstved og lærte kunsten at lave daguerreotypier fra sin fader, foregangsmanden C.C. Hansen, der var begyndt på denne teknik i 1849. I 1854 hjalp han faderen med at etablere et atelier i haven bag Thotts Palæ på Kongens Nytorv. Han havde desuden hjembragt nyt udstyr fra Tyskland.
I 1856 åbnede han sig eget fotografiske atelier, der i begyndelsen lå i Bredgade 22, senere nr. 61 i samme gade og senere i Østergade 54.
Senere blev Hansen kgl. hoffotograf og tog i den egenskab portrætter af kongehusene i Danmark, Storbritannien, Rusland og Grækenland. Særligt visitkort var en succes hos de kongelige, og det anslås, at han solgte omtrent 37.000 portrætkopier af prinsesse Alexandra af Danmark, da hun giftede sig med den fremtidige Edvard 7. af Storbritannien i 1863. Han vandt præmier på verdensudstillingen i London (1862) og en udstilling i Berlin (1865).
H.C. Andersen havde stor interesse for fotografi, og der findes mange optagelser af digteren.
Flere gange poserede han for Georg E. Hansen i tidsrummet 1860 til 1874. I et dagsbogsnotat for 19. juli 1862 skriver Andersen: "Gik til Hansen som photographerede mig; fik 24 Portrætter".